# UNLEASHED (アルバム)
『UNLEASHED』（アンリーシュド）は、山下智久の5枚目のオリジナルアルバム。2018年11月28日にSME Recordsより発売。

## 解説
オリジナルアルバムとしては『YOU』以来、実に約4年ぶりとなるリリース。2018年7月にSME Recordsとの契約を発表してから、同レコード会社から初の作品発表となった。
アルバムタイトルに関しては、"今の僕が、素直に良いと思える音楽を解き放ち、女性にも男性にもたくさんの人に届けたいアルバムです。"と語っている。
初回生産限定FEEL盤(CD+DVD)、初回生産限定LOVE盤(CD+DVD)、通常盤(CDのみ)の3形態でのリリース。初回生産限定盤はトールサイズジャケット・デジパック仕様・32Pブックレット封入、通常盤の初回仕様は三方背スリーブケース付・リリックアナザージャケット12枚封入。ジャケットデザインは初回生産限定盤2種・通常盤ともにそれぞれ異なっている。
前作のベストアルバム『YAMA-P』リリース以来、本人名義でのシングルリリースがなかったため、収録曲が全曲未発表の新曲で構成されている。また、ほぼ全ての曲に山下本人が作詞で参加。収録曲「Dancer」では、修二と彰・亀と山Pでユニットを組んだKAT-TUNの亀梨和也と歌詞を共作している。通常盤には、「あの日の香り」がボーナストラックとして収録。
初回生産限定FEEL盤/LOVE盤のDVDには、それぞれ「Right moves」と「You Make Me」のミュージック・ビデオを収録。また、2016年に行われたライブツアー『TOMOHISA YAMASHITA THE BEST LIVE TOUR 2016 FUTURE FANTASY』から、山下本人がFEEL盤/LOVE盤のためにセレクトしたライヴ映像数曲も収録している。
配信では、dwango.jpにて、アルバム全曲がフルサイズで配信販売されている。
ジャニーズ事務所に在籍していた時代の最後の山下智久のアルバムである。

## 収録曲

### CD
1. UnleAsHed
作詞：Tomohisa Yamashita / WAKE、作曲：Atsushi Shimada / Tommy Clint、編曲：Atsushi Shimada / da beatleggz
2. You Make Me
作詞：Tomohisa Yamashita / WAKE、作曲：Andreas Horn / Jimmy Claeson、編曲：Jimmy Claeson / Andreas Horn
  - 本作のリードトラック
3. Paraíso
作詞・作曲・編曲：Tomohisa Yamashita / WAKE
4. Right moves
作詞：Tomohisa Yamashita / WAKE、作曲：Rasmus Viborg / Oliver Forsmark、編曲：Oliver Forsmark
  - 本作のリードトラック
5. LOOK AT ME, LOOK AT ME
作詞・作曲：STY (All Instrumental and Programming by STY)
6. 秒針
作詞：Tomohisa Yamashita、作曲：Tomohisa Yamashita / UTA、編曲：UTA for TinyVoice, Production
7. Dancer
作詞：Tomohisa Yamashita / Kazuya Kamenashi / KOUDAI IWATSUBO、作曲：Jonas Mengler / Johannes Weussschnur / KOUDAI IWATSUBO 、編曲：Jonas Mengler / Johannes Weissschnur
8. "H"
作詞：Tomohisa Yamashita / H.U.B.、作曲：Ali Balboa / Lola Starlight、編曲：Ali Balboa / Singo Kubota (Jazzin'park)
9. StrAwbErry
作詞：Tomohisa Yamashita / Komei Kobayashi、作曲：Willie Weeks / Nashe Murembeni / Tinashe Grande、編曲：Willie Weeks
10. AI
作詞：Tomohisa Yamashita / WAKE、作曲：P3AK / Andy Love、編曲：UTA for TinyVoice, Production
11. With you
作詞：Tomohisa Yamashita、作曲：Samuel Waermo / MiNE / Atsushi Shimada、編曲：Atsushi Shimada / Natsumi Tabuchi
12. あの日の香り
作詞：Tomohisa Yamashita、作曲・編曲：Takuya Watanabe
通常盤のみ収録。

### DVD

#### 初回生産限定FEEL盤
1. 「Right moves」Music Video
2. TOMOHISA YAMASHITA THE BEST LIVE TOUR 2016 "FUTURE FANTASY" Special Digest FEEL ver.
  1. Nocturne
  2. 踊る夜
  3. LOVE CHASE
  4. PARTY DON'T STOP
  5. Touch You
  6. Dreamer
  7. Tokyo Sinfonietta

#### 初回生産限定LOVE盤
1. 「You Make Me」Music Video
2. TOMOHISA YAMASHITA THE BEST LIVE TOUR 2016 "FUTURE FANTASY" Special Digest LOVE ver.
  1. LET IT GO
  2. PARTY'S ON
  3. One in a million
  4. HELLO
  5. 君の瞳の中に見えた丸くて青い星
  6. 戻れないから
  7. YOUR STEP
  8. B-A-N-G